# Small Soldiers: Squad Commander
 (décembre 2018).
Si vous disposez d'ouvrages ou d'articles de référence ou si vous connaissez des sites web de qualité traitant du thème abordé ici, merci de compléter l'article en donnant les références utiles à sa vérifiabilité et en les liant à la section « Notes et références ».
Small Soldiers: Squad Commander est un jeu vidéo de stratégie qui s'inspire du film d'animation Small Soldiers. Développé par Hasbro Interactive et publié en 1998 par Dreamworks Interactive pour Windows, il ne doit pas être confondu avec deux autres titres édités la même année et basés sur le même univers : Small Soldiers pour Game Boy (jeu de plateformes) et Small Soldiers pour PlayStation (jeu d'action).

## Synopsis
Dans la petite ville américaine de New Bedford (Ohio), les Commando Élite et les Gorgonites s'affrontent : les premiers essayent de conquérir la planète, les autres tentent de sauver l'humanité.

## Système de jeu
Le jeu contient deux campagnes de dix scénarios chacune : dans le premier cas, le joueur dirige les Commando Élite et doit réussir à s'emparer de la Terre ; dans le deuxième cas, le joueur dirige les Gorgonites et doit contrecarrer les plans des Commando Élite.
Le joueur prend connaissance des objectifs du scénario avant de commencer. Puis la partie débute avec un nombre prédéterminé de soldats disposés au voisinage d'un coffre à jouets, qui représente le seul endroit où il est possible de sélectionner de nouvelles recrues. L'ensemble de la carte est masquée par un brouillard de guerre ; seule une exploration minutieuse permet de repérer les adversaires, les pièges, les objets ou les indices pour résoudre les énigmes, l'équipement additionnel (bottes augmentant la vitesse, jumelles augmentant la vision, bouclier augmentant la résistance, grenades et autres explosifs), et les bonus (soins, arme améliorée, équipier cloné, ou soldat supplémentaire dans le coffre à jouets).
Tout soldat possède cinq attributs dont la valeur est comprise entre 1 et 10 : vitesse, vision, portée de tir, puissance de feu, et points de vitalité. Chaque camp dispose de six modèles de soldats spécialisés, dont l'utilisation avisée permettra de remporter la victoire.